# Noel Gugliemi
Noel Albert Gugliemi est un acteur et producteur américain né le 15 octobre 1970 à Santa Monica en Californie aux États-Unis. 

## Biographie
Noel Albert Gugliemi est un acteur et producteur américain né le 15 octobre 1970 à Santa Monica en Californie aux États-Unis et issu d'une famille d'origine italo-mexicaine. Il est connu pour jouer des rôles de gangsters et criminels et avoir joué beaucoup de rôles d'un personnage type nommé Hector, à l'image de son rôle d'Hector, un ami proche de la famille Toretto, dans la saga Fast & Furious (dans le 1er film en 2001 et le 7e en 2015).
En dehors de Hollywood, Noel Gugliemi est très engagé dans la lutte contre la criminalité qui règne dans les rues des ghettos aux États-Unis. Couramment, il se rend dans les écoles de Californie pour parler aux jeunes et les persuader de ne pas se mêler aux gangs des rues californiennes.

## Filmographie
- 2000 : Road Dogz
- 2000 : Le Prix de la gloire (Price of Glory) : Angel
- 2000 : The Dukes of Hazzard: Hazzard in Hollywood (TV) : Was a street thug
- 2000:  X-files: saison 8, épisode 8
- 2000 : Aniki, mon frère (Brother) : Mexican Mafia Soldier
- 2001 : Ghetto Rhapsody (vidéo)
- 2001 : The Barrio Murders : Johnny
- 2001 : Animal! L'animal... (The Animal) : Gang Leader
- 2001 : Fast and Furious (The Fast and the Furious) : Hector
- 2001 : Training Day : Moreno
- 2003 : National Security : Latino Convict
- 2003 : Masked and Anonymous : Inmate #1
- 2003 : Retour à la fac (Old School) de Todd Phillips : Student #1
- 2003 : Le Truand de Malibu (Malibu's Most Wanted) : Snuffy
- 2003 : Bruce tout-puissant (Bruce Almighty) : Hood
- 2003 : Double Blade : Joker
- 2003 : S.W.A.T. unité d'élite (S.W.A.T.) : Latino Thug
- 2003 : Wasabi Tuna (en) de Lee Friedlander : Uncredited
- 2003 : El Matador : Bar Thug #2
- 2003 : Détour mortel (Wrong Turn) : Manuel
- 2004 : L'Employé du mois (Employee of the Month) : Chicken
- 2004 : Party Animalz (vidéo) : Robert
- 2004 : Cruzin TV (série TV) : Host
- 2004 : Duck : JC
- 2005 : Candy Paint : Paco
- 2005 : Bad Times (Harsh Times) : Flaco
- 2005 : Hallowed : Noel
- 2006 : Seven Mummies : Santos
- 2006 : The Virgin of Juarez
- 2006 : Jack's Law : Diablo
- 2006 : Hood of Horror de Stacy Title : Fatcap
- 2006 : Last Rites (vidéo) : Caesar
- 2006 : Splinter : Dusty
- 2006 : Hyper Tension (Crank) : Warehouse Rooftop Hood
- 2006 : School for Scoundrels : Bus Guy #1
- 2009 : Engrenage mortel (Wrong Turn at Tahoe) (TV) : Frankie Tahoe
- 2010 : The Walking Dead (série télévisée), saison 1 : Felipe
- 2012 : The Dark Knight Rises : un mercenaire de Bane
- 2014 : American Nightmare 2: Anarchy : Diego
- 2015 : Fast and Furious 7 : Hector
- 2017 : Chicago Police Department (série télévisée) : Chico (Saison 5; 1 épisode)
- 2018 : La Mule de Clint Eastwood : Bald Rob
- 2018 : Traîné sur le bitume : Un dealer de drogue
- 2019 : Nevada (The Mustang) de Laure de Clermont-Tonnerre : Roberto
- 2022 : Lavé par le sang (Savage Salvation) de Randall Emmett :  Silas
- 2024 : Cash Out de Randall Emmett

## Clips Musicaux
- 2017 : Nicky Jam - El Amante